# Marcantonio Mazzoleni
Marc'Antonio Mazzoleni (date de naissance inconnue - mort en 1632) était un instrumentiste padouan surtout connu pour son association avec Galileo Galilei, pour lequel il a produit des instruments, notamment des compas militaires. 

## Biographie

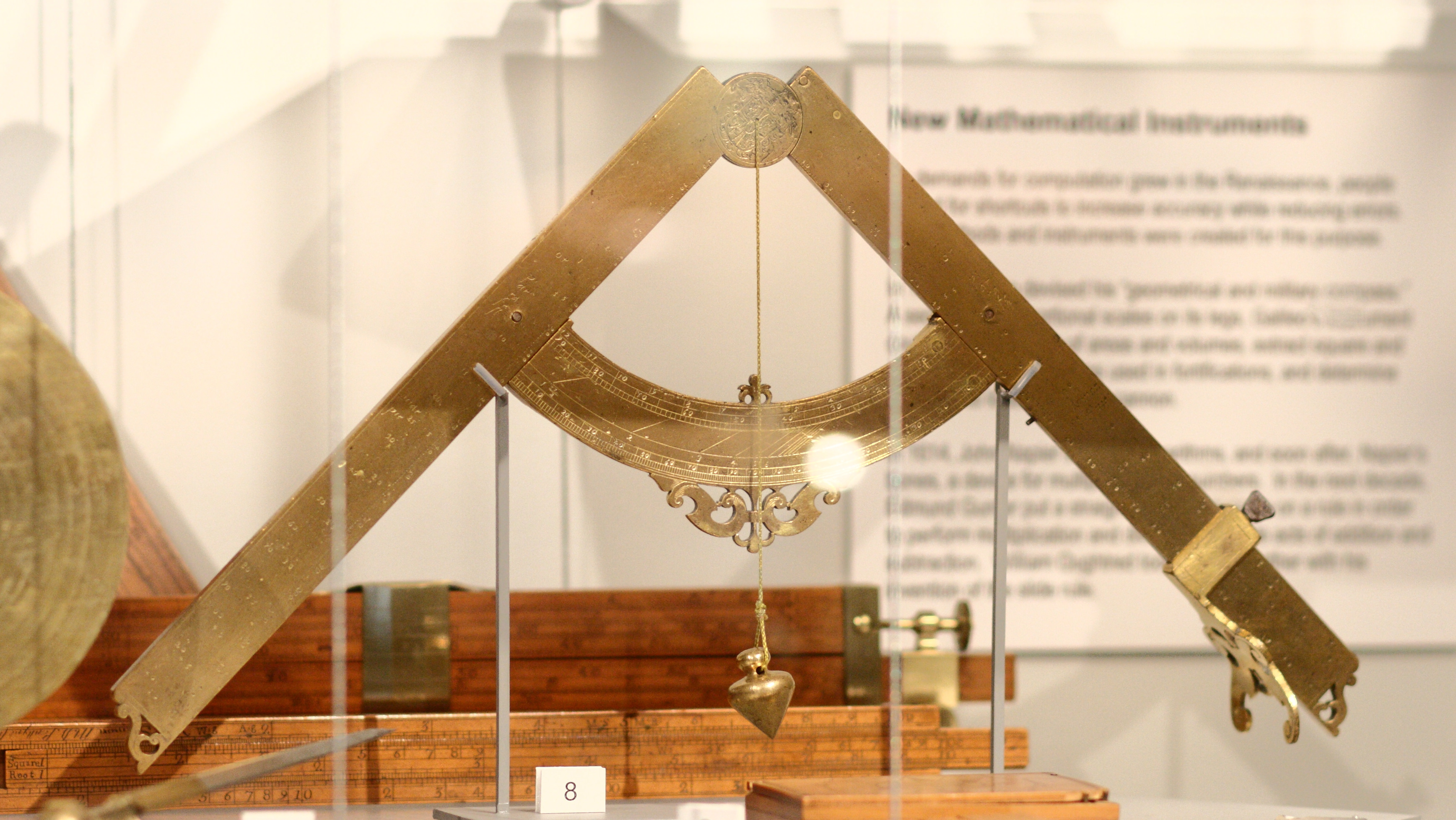
La boussole géométrique et militaire de Galilée, supposée avoir été réalisée v. 1604 par Mazzoleni

Marc'Antonio Mazzoleni est le fils de Paolo Mazzoleni, de la famille des horlogers padouans Mazzoleni, et de Marietta Bazi. L'oncle de Marc'Antonio, Francesco, dirigeait un atelier d'artisanat à Padoue.  Le frère aîné de Marc'Antonio, Mario, occupait la chaire de philosophie naturelle de l'Université de Padoue, poste qu'il a occupé pendant trente-six ans.  
Mazzoleni travaillait comme fabricant d'instruments à l'Arsenale de Venise lorsque, en 1597, Galileo le recruta. En 1599, Mazzoleni, sa femme et sa fille s'installèrent dans la maison de Galilée à Padoue, la femme de Mazzoleni  devenant cuisinière et gouvernante de Galilée  qui enseignait à l'université de Padoue.
Pendant les quatre années où il vécut chez Galilée  Mazzoleni construisit des instruments, notamment le compas militaire inventé et vendu par Galilée ainsi qu'un manuel d'instructions rédigé par Galilée. Mazzoleni aurait réalisé plus de 100 compas pour Galilée. Mazzoleni a également aidé Galilée à produire d'autres instruments, notamment des balances hydrostatiques, des thermomètres, des aimants et des compas magnétiques pour navires, ainsi que divers types de compas à dessin pour ingénieurs et architectes. Pour ses services, Galilée a versé à Mazzoleni un maigre salaire de six couronnes par an en plus des frais d'hébergement et de repas.  
Mazzoleni continua de travailler avec Galilée même après le retour de ce dernier à Florence en 1610.En 1612, Mazzoleni devint le régulateur de l'horloge du Palazzo del Bo de l'Université de Padoue.  
Mazzoleni est mort de la peste en 1632.